# Потомци на слънцето
„Потомци на слънцето“ (на корейски: 태양의 후예) е южнокорейски сериал, който се излъчва от 24 февруари до 22 април 2016 г. по KBS2.

## Сюжет
Случайна среща между У Ши-джин (Сонг Джунг-ки) – капитан от силите за бързо реагиране в корейската армия с доктор Канг Мо-йон (Сонг Хе-кьо) довежда до взаимни чувства, но техните професии не дават на романа да се развива гладко. Ши-джин трябва да изпълнява различни мисии, а Мо-йон не успява да стане професор заради привилегированото положение на нейната конкурентка за мястото. Това води до тяхната раздяла.
Няколко месеца по-късно Мо-йон е подложена на сексуално посегателство от нейния началник и отказът ѝ води до изпращането ѝ в Урук като доброволец. Там тя среща отново Ши-джин и чувствата им избухват с нова сила.

## Актьори
- Сонг Джунг-ки – У Ши-джин
- Сонг Хе-кьо – Канг Мо-йон
- Джин Гу – Со Де-йонг
- Ким Джи-уон – Юн Мьонг-джу
- Пак Хун – Че У-гън
- Че Унг – Конг Чол-хо
- Ан Бо-хьон – Им Гуанг-нам

## Снимки
Снимането на сериала започва на 12 юни 2015 година в Сеул. На 28 септември снимачната група отива в Гърция, където са заснети военните епизоди. Снимките се провеждат в Закинтос, Арахова и Лемнос. Последните кадри са заснети на 30 декември 2015 година. Бюджетът на сериала достига 13 милиарда корейски вони (примерно 10,8 милиона щатски долара).

## В България
Сериалът започва да се излъчва в България на 18 септември 2018 г. по БНТ1.